# Florida (Vieques)
Florida es un barrio-pueblo ubicado en la isla-municipio de Vieques perteneciente al estado libre asociado de Puerto Rico. En el Censo de 2010 tenía una población de 3821 habitantes y una densidad poblacional de 172,75 personas por km².

## Geografía
Florida se encuentra ubicado en las coordenadas 18°9′44″N 65°29′14″O / 18.16222, -65.48722. Según la Oficina del Censo de los Estados Unidos, Florida tiene una superficie total de 22.12 km², de la cual 12.14 km² corresponden a tierra firme y (45.11%) 9.98 km² es agua.

## Demografía
Según el censo de 2010, había 3821 personas residiendo en Florida. La densidad de población era de 172,75 hab./km². De los 3821 habitantes, Florida estaba compuesto por el 58.47% blancos, el 27.9% eran afroamericanos, el 0.63% eran amerindios, el 0.08% eran asiáticos, el 0.03% eran isleños del Pacífico, el 7.25% eran de otras razas y el 5.65% pertenecían a dos o más razas. Del total de la población el 96.96% eran hispanos o latinos de cualquier raza.

## Sectores
La Florida está actualmente compuesta por los siguientes calles y barrios:
- zona el pueblo-barrio el barracón: calles Ámbar, Amatista, Coral, Rubí, Turquesa y calle actualmente sin nombre (la 201 a su paso por el pueblo-barrio el barracón), que será nombrada calle Esmeralda. Aquí se encuentra las canchas de baseball, fútbol y la iglesia del reino de Jehová. En esta zona se reivindica la construcción del ayuntamiento del futuro municipio de la Florida. Finalmente cierra el pueblo-barrio barracón la calle CII8, que será nombrada calle Diamante en el tramo que empieza al cruce con la calle Esmeralda y termina con el cruce de la C18.
- zona el aeropuerto. En este lugar se encuentra el recinto aeroportuario y sus instalaciones.
- barrio de "Montesanto": casas dispersas y vegetación que ocupan una parte importante del término de la Florida.

## Historia
El barrio-pueblo de "La Florida" aparece en el censo de Puerto Rico de 1960 como barrio y pueblo a las afueras (de Vieques).
Debido al crecimiento demográfico de las zonas más próximas al pueblo de Isabel II y con fines de mejorar la calidad de los servicios a los ciudadanos se ha propuesto alterar los antiguos límites del municipio de Isabel II, ampliando e incluyendo dentro de Isabel II todo el barrio "el cañón" (antes una parte de este barrio pertenecía a la Florida) así como el barrio "las marías" haciendo la calle Escorpio de nueva frontera municipal entre Isabel II y la Florida. La propuesta incluye hacer de la zona restante de la Florida por su población y extensión un nuevo municipio independiente de Isabel II o Vieques y que sería el segundo municipio de la isla de Vieques, que tendría ayuntamiento propio en la zona de "proyecto barracón" (calles Aquamarina, Ámbar, etc). Según esta misma propuesta, el resto de la isla de Vieques excepto "la Florida" con las modificaciones anteriormente mencionadas seguiría siendo administrada desde Isabel II o Vieques. 